# 마데이라 포도주

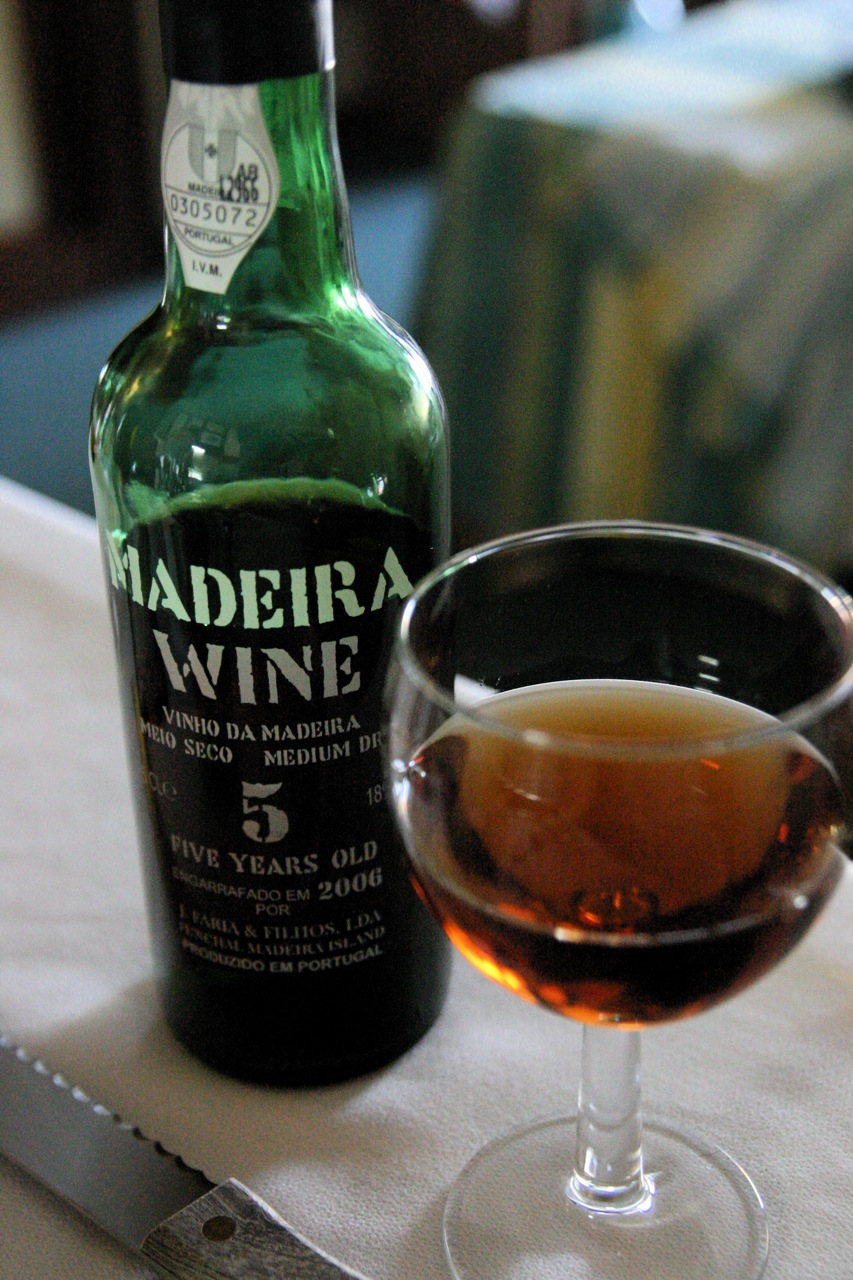
마데이라 포도주

마데이라 포도주(Madeira wine)는 포르투갈의 포도주로, 마데이라 제도에서 생산된다.
마데이라는 아프리카 해안에서 떨어진 포르투갈 마데이라 섬에서 생산되는 강화 와인이다. 마데이라는 아페리티프로 단독으로 마실 수 있는 드라이한 와인부터 일반적으로 디저트와 함께 마시는 스위트 와인에 이르기까지 다양한 스타일로 생산된다. 더 저렴한 요리 버전은 종종 요리에 사용하기 위해 소금과 후추로 맛을 내지만 음료로 소비하기에는 적합하지 않다.
마데이라 섬은 마데이라가 신대륙이나 동인도로 향하는 선박의 표준 기항지였던 탐험의 시대(대략 15세기 말)로 거슬러 올라가는 오랜 포도주 양조 역사를 가지고 있다. 와인이 상하는 것을 방지하기 위해 중성 포도 증류주를 첨가했다. 긴 바다 항해에서 와인은 과도한 열과 움직임에 노출되어 와인의 풍미를 변화시켰다. 마데이라의 와인 생산자들은 팔리지 않은 와인이 왕복 여행을 마치고 섬으로 돌아왔을 때 이를 발견했다.
오늘날 마데이라는 열과 숙성을 통해 와인을 산화시키는 독특한 와인 제조 과정으로 유명하다. 연수가 더 적은 블렌드(3년 및 5년)는 숙성 과정을 가열하고 가속화하는 인공적인 방법으로 생산되며 오래된 블렌드, 콜헤이타 및 프라스케이라는 칸테이로 방법으로 생산된다. 이러한 생산 방법으로 인해 이러한 와인은 매우 오래 지속되며 칸테이로(canteiro) 방법으로 생산된 와인은 개봉 후에도 수십 년, 심지어 수백 년 동안 살아남을 것이다. 수십 년 동안 배럴에 있던 와인은 종종 제거되어 무기한 손상되지 않은 데미존에 보관된다.
크림, 캘리포니아 및 텍사스에서 소량 생산되는 일부 와인은 "Madeira" 또는 "Madera"라고도 한다. 그러나 대부분의 국가는 EU PDO 규정을 준수하며 마데이라 또는 마데르라는 용어의 사용을 마데이라 제도에서 생산되는 와인으로만 제한한다.

## 같이 보기
- 포르투 포도주
- 셰리